# Pseudotrapelus sinaitus
L'agama del Sinai (Pseudotrapelus sinaitus (Heyden, 1827)) è un piccolo sauro della famiglia Agamidae.

## Descrizione

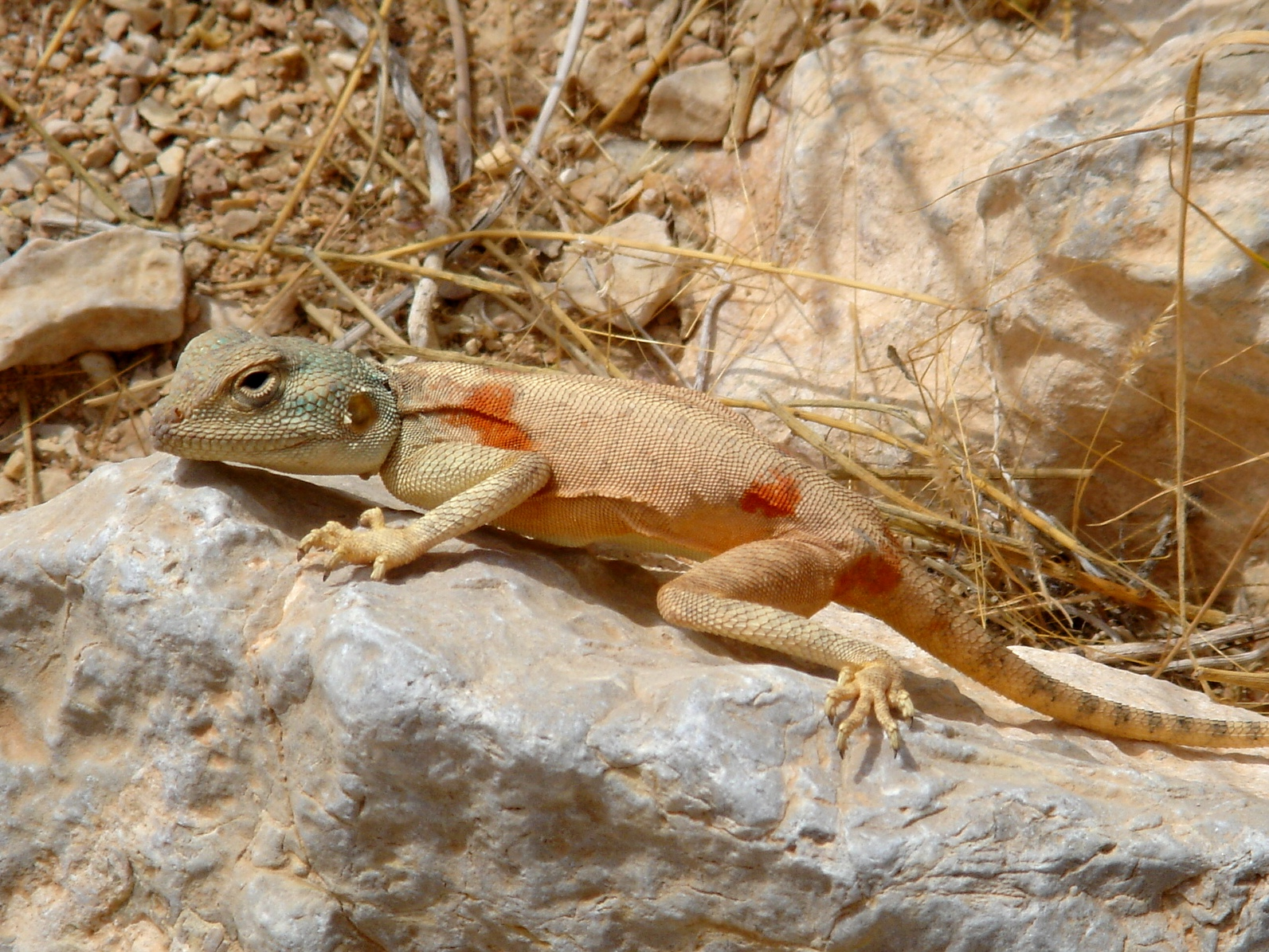
Femmina di P. sinaitus

La lunghezza della coda arriva fino a 25 cm, cioè oltre due terzi della lunghezza totale. Gli arti e la coda sono lunghi, per una buona capacità di arrampicata e corsa. A differenza del genere affine Agama, il terzo dito è quello più lungo invece del quarto. Lo Pseudotrapelus sinaitus ha una testa allungata e gli occhi abbastanza vicini alla parte anteriore con un paio di aperture per le orecchie in linea con la sua bocca.

## Biologia
Pseudotrapelus sinaitus è attivo di giorno e si ciba di insetti, di altri artropodi e piante. Questa lucertola è generalmente di un colore marrone opaco, ma durante la stagione riproduttiva il maschio diventa blu brillante. A volte solo la testa e la gola si tingono e il resto del corpo rimane beige.
Le femmine e i giovani sono generalmente bruno-grigiastri tutto l’anno, ma le femmine hanno speso macchie color ruggine a forma di mezzaluna su ciascun lato appena dietro gli arti anteriori.
Come altre lucertole, l'agama del Sinai è ectotermico. Di giorno si crogiolano al sole e si vedono su massi,scogliere o mucchi di pietra. In queste circostanze, qualsiasi allarme o tentativo di predazione li fa fuggire a grande velocità. Quando la temperatura esterna è più bassa, il loro metabolismo corporeo si abbassa e sono incapaci di improvvisi scatti di velocità. Il loro istinto è quello di mantenere la loro posizione e attaccare i loro aggressori.

## Riproduzione
L’accoppiamento avviene in primavera e all’inizio dell’estate quando sia il maschio che la femmina diventano territoriali. Per mantenere il loro territorio, adottano una posa minacciosa alzando la testa e restando a bocca aperta. A questo punto il  maschio trova un punto prominente dove può comunicare oscillando la testa, usando i movimenti degli occhi e facendo flessioni degli arti anteriori.
Dopo l’accoppiamento, la femmina depone da cinque a nove uova lunghe circa 1,5 cm.

## Distribuzione e habitat
Si trova nelle zone aride dei seguenti Paesi: sudest della Libia, est dell'Egitto, Israele, Giordania, Siria, Arabia Saudita, Emirati Arabi, Oman, est Sudan, Etiopia, Eritrea e Gibuti.

## Dieta
L’Agama del Sinai si nutre principalmente di insetti, piante e piccoli antropodi.